# Copa Clare Benedict
La Copa Clare Benedict va ser un torneig d'escacs per a seleccions nacionals de l'oest i el nord d'Europa, que va tenir lloc 23 vegades entre 1953 i 1979.

## Rerefons i història

### Fundació
Clare Benedict (1871–1961), escriptora i mecenes, era originària de Cleveland, Ohio, però es va traslladar a Suïssa el 1945, on va fundar el torneig. Era una parent llunyana de l'escriptor James Fenimore Cooper.
Benedict va passar els seus anys crepusculars al llac de Lucerna i hi va conèixer Max Euwe, que va ajudar a Clare a trobar Alois Nagler (un jugador d'escacs suís) i la Societat d'escacs de Zuric, els socis ideals que van apreciar la seva visió d'un torneig de nacions pacífics en un torneig promocionat i una atmosfera sofisticada.

### Estil de torneig
La Copa Clare Benedict es va organitzar com a una competició per rondes, on tots juguen els uns contra els altres. Cada equip estava format per quatre jugadors més un suplent. Van jugar amb només cinc taulers al primer torneig de 1952. En el reglament original s'indicava que hi participaven sis equips. No obstant això, en els últims anys es va incrementar fins a vuit equips.
El 1954 a Zúric, van canviar l'estil del torneig dels equips que jugaven entre ells a un torneig d'un sol jugador format per 12 jugadors. El Gran Mestre alemany Lothar Schmid va ocupar el primer lloc seguit per Erwin Nievergelt de Suïssa i finalment l'excampió Max Euwe.

## Països participants
| País          | Participacions | Guanya | Amfitrions |
| ------------- | -------------- | ------ | ---------- |
| Bèlgica       | 0 2            | 0 0    | 0 0        |
| Dinamarca     | 0 4            | 0 1    | 0 1        |
| Alemanya      | 21             | 12     | 0 2        |
| Anglaterra    | 18             | 0 2    | 0 2        |
| França        | 0 2            | 0 0    | 0 0        |
| Itàlia        | 10             | 0 0    | 0 0        |
| Països Baixos | 21             | 0 5    | 0 0        |
| Noruega       | 0 1            | 0 0    | 0 0        |
| Àustria       | 23             | 0 1    | 0 1        |
| Escòcia       | 0 1            | 0 0    | 0 0        |
| Suècia        | 0 2            | 0 0    | 0 0        |
| Suïssa        | 23             | 0 1    | 15         |
| Espanya       | 17             | 0 1    | 0 2        |

## Resultats
| #  | Year | Host City    | 1r Lloc       | 2n Lloc       | 3r Lloc                         |
| -- | ---- | ------------ | ------------- | ------------- | ------------------------------- |
| 1  | 1953 | Mont Pèlerin | Països Baixos | Àustria       | Suïssa                          |
| 2  | 1955 | Mont Pèlerin | Països Baixos | Suïssa        | Àustria                         |
| 3  | 1956 | Lenzerheide  | Alemanya      | Països Baixos | Itàlia                          |
| 4  | 1957 | Bern         | Alemanya      | Països Baixos | Àustria                         |
| 5  | 1958 | Neuchâtel    | Suïssa        | Espanya       | Alemanya                        |
| 6  | 1959 | Lugano       | Alemanya      | Espanya       | Àustria                         |
| 7  | 1960 | Biel         | Alemanya      | Anglaterra    | Suïssa                          |
| 8  | 1961 | Neuhausen    | Àustria       | Alemanya      | Anglaterra                      |
| 9  | 1962 | Bern         | Alemanya      | Espanya       | Anglaterra                      |
| 10 | 1963 | Luzern       | Alemanya      | Països Baixos | Anglaterra                      |
| 11 | 1964 | Lenzerheide  | Alemanya      | Països Baixos | Àustria                         |
| 12 | 1965 | Berlin       | Alemanya      | Espanya       | Països Baixos                   |
| 13 | 1966 | Brunnen      | Països Baixos | Espanya       | Alemanya                        |
| 14 | 1967 | Leysin       | Alemanya      | Espanya       | Anglaterra                      |
| 15 | 1968 | Bad Aibling  | Alemanya      | Països Baixos | Anglaterra                      |
| 16 | 1969 | Adelboden    | Països Baixos | Suïssa        | Alemanya · Anglaterra · Espanya |
| 17 | 1970 | Paignton     | Espanya       | Anglaterra    | Alemanya                        |
| 18 | 1971 | Madrid       | Països Baixos | Anglaterra    | Espanya                         |
| 19 | 1972 | Wien         | Alemanya      | Països Baixos | Espanya                         |
| 20 | 1973 | Gstaad       | Alemanya      | Anglaterra    | Dinamarca                       |
| 21 | 1974 | Cala Galdana | Anglaterra    | Alemanya      | Suïssa                          |
| 22 | 1977 | Kopenhagen   | Dinamarca     | Anglaterra    | Suècia                          |
| 23 | 1979 | Cleveland    | Anglaterra    | Alemanya      | Països Baixos                   |